# Leymus ruoqiangensis
Leymus ruoqiangensis är en gräsart som beskrevs av Shen g Lian Lu och Y.H.Wu. Leymus ruoqiangensis ingår i släktet strandrågssläktet, och familjen gräs. Inga underarter finns listade i Catalogue of Life.